# Jason Ralph
Jason Ralph, né le 7 avril 1986 à Mckinney (Texas),,  est un acteur américain.
Il est connu grâce à son rôle de Peter Pan dans Peter and the Starcatcher (en) à Broadway et aussi pour son rôle principal de Quentin Coldwater dans la série télévisée The Magicians,.

## Biographie
Jason Ralph est né le 7 avril 1986 à Mckinney, Texas.

### Vie privée
Il est marié depuis 2016 à l'actrice Rachel Brosnahan.

## Filmographie

### Cinéma

#### Longs métrages
- 2013 : Brightest Star de Maggie Kiley : Gary
- 2014 : A Most Violent Year de J. C. Chandor : Ian Thompson
- 2014 : I'm Obsessed with You (But You've Got to Leave Me Alone) de Jon Goracy : Jake Birnbaum
- 2015 : Those People de Joey Kuhn : Sebastian
- 2015 : Better Off Single de Benjamin Cox : Brad
- 2020 : Je veux juste en finir (I'm Thinking of Ending Things) de Charlie Kaufman : Le petit-ami d'Yvonne

### Télévision

#### Séries télévisées
- 2010 : The Good Wife : Un étudiant
- 2011 : Gossip Girl : Sam
- 2011 : Unforgettable : Zeke
- 2013 : Blue Bloods : Jake Singer
- 2013 : Smash : Un fan
- 2014 : Looking : Jason
- 2015 : Grace et Frankie (Grace and Frankie) : William
- 2015 : Madam Secretary :  Harrison Dalton
- 2015 : Manhattan : Stan
- 2015 - 2016 : Aquarius : Mike Vickery
- 2015 - 2020 : The Magicians : Quentin Coldwater
- 2018 : Younger : Jack Devereux
- 2018 : Random Acts of Flyness : Matt
- 2022 : La Fabuleuse Madame Maisel (The Marvelous Mrs. Maisel) : Mike Carr
- 2023 : Three Women : Aaron Knodel

### Théâtre
- 2012 - 2013 : Peter and the Starcatcher (Broadway et Off-Broadway) : Boy/Peter[6]